# Автошлях Т 1219
Автошля́х Т 1219 — автомобільний шлях територіального значення в Кіровоградській та Миколаївській областях. Проходить територією Добровеличківського, Вільшанського та Первомайського районів через Тишківку — Вільшанку — Первомайськ. Загальна довжина — 47,4 км.

## Маршрут
Автошлях проходить через такі населені пункти:
| Автошлях Т 1219          |        |
| Кіровоградська область   |        |
| Добровеличківський район |        |
| Тишківка                 | Т 1214 |
| Вільшанський район       |        |
| Добрянка                 |        |
| Вільшанка                | Т 1208 |
| Калмазове                |        |
| Миколаївська область     |        |
| Первомайський район      |        |
| Підгородна               | Т 1504 |
| Первомайськ              | Н24    |